# Muto Yuki (1995)
Yuki Muto (sinh ngày 9 tháng 5 năm 1995) là một cầu thủ bóng đá người Nhật Bản.

## Sự nghiệp câu lạc bộ
Yuki Muto (1995) đã từng chơi cho Matsumoto Yamaga FC.